# Labastida
Labastida (Bastida in Basco) è un comune spagnolo nella comunità autonoma dei Paesi Baschi.

## Collegamenti esterni

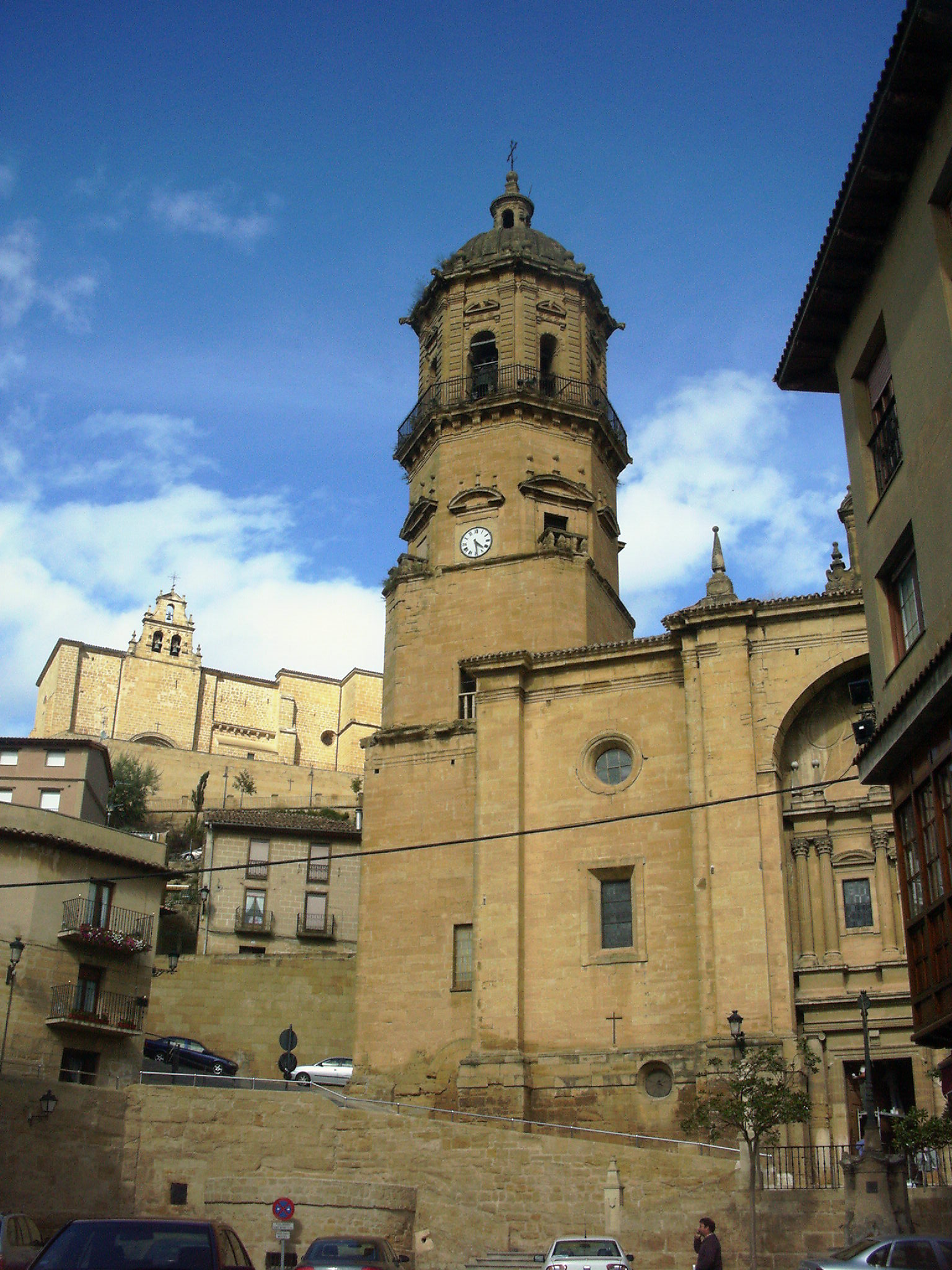
Chiesa di Nostra Signora dell'Assunzione

## Amministrazione
L'alcalde è Higinio Arinas Orive, del partito Ezker Batua Berdeak.